# Taurus PT92
La Taurus PT92 è una pistola prodotta dalla Forjas Taurus, variante brasiliana della Beretta 92FS.

## Storia
Nel 1974 la Beretta, avendo vinto un contratto per la fornitura di pistole serie 92 all'esercito brasiliano, costruì uno stabilimento a San Paolo. Nel 1980, terminato il contratto, l'azienda italiana vendette tutta l'azienda, completa di macchinari, disegni e semilavorati, alla Taurus. Nel 1982 la società brasiliana costituì un'altra società a Miami, Florida, denominata Taurus USA, così incominciò a vendere anche negli Stati Uniti il proprio modello Taurus PT92.

## Dettagli tecnici
La PT92, pur restando molto simile alla Beretta 92FS, differisce dalla pistola italiana per alcuni dettagli, tra cui la sicura manuale, che invece di essere montata sul carrello è stata abbassata e imperniata sul castello. Questa scelta ha obbligato i progettisti a ridisegnare completamente il funzionamento del disconnettore. Inoltre la sicura, oltre a svolgere la funzione di abbatticane come nella Beretta, consente di usare l'arma anche nella cosiddetta "condition one", ovvero con cane armato e sicura inserita; in tal caso, inserendo la sicura il cane non si abbatte automaticamente ma rimane in posizione armata. Questa particolare modalità di trasporto, preferita dagli americani in contrapposizione alla "condition two", ovvero cane abbattuto, preferita dagli europei, ha permesso alla Taurus di ottenere un discreto successo nelle vendite.
Un'ulteriore differenza tra la Taurus PT92 e la Beretta 92FS risiede infine nella tacca di mira: nell'arma brasiliana è regolabile micrometricamente sia in altezza, sia in deriva; al contrario, con la 92FS l'elevazione non è regolabile e la taratura della deriva è meno precisa, in quanto è semplicemente inserita in un incastro a coda di rondine.